# عزیز ساعتی
عزیز ساعتی (زاده ۱۳۲۷ - تهران) مدیر فیلم‌برداری و عکاس اهل ایران است.

## زندگی
عزیز ساعتی ، تحصیلات ابتدایی و متوسطه را در تهران گذراند و ضمن تحصیل به عکاسی پرداخت. در سال ۱۳۵۱ وارد مدرسهٔ عالی تلویزیون و سینما شد و در سال ۱۳۵۳ در رشتهٔ تصویربرداری و فیلمبرداری فارغ‌التحصیل شد و به‌عنوان استاد عکاسی و لابراتوار در همین مدرسه به تدریس پرداخت. ۲ سال بعد کار تدریس را رها کرد و به عنوان عکاس صحنه وارد سینمای حرفه‌ای شد و با بسیاری از کارگردانان مشهور سینمای ایران همکاری کرد.

## مدیر فیلم‌برداری
- تردید (۱۳۸۷)
- زیر درخت هلو (۱۳۸۴)
- کلاه قرمزی و سروناز (۱۳۸۱)
- دختر شیرینی فروش (۱۳۸۰)
- گفتگو با باد (۱۳۷۹)
- مسافر ری (۱۳۷۹)
- پسر مریم (۱۳۷۷)
- آژانس شیشه‌ای (۱۳۷۶)
- برج مینو (۱۳۷۵)
- بوی پیراهن یوسف (۱۳۷۴)
- مرد آفتابی (۱۳۷۴)
- الو! الو! من جوجوام (۱۳۷۳)
- من زمین را دوست دارم (۱۳۷۲)
- یک مرد یک خرس (۱۳۷۱)

## فیلمبردار
- مهر مادری (۱۳۷۶)
- بوی پیراهن یوسف (۱۳۷۴)
- روسری آبی (۱۳۷۳)
- کلاه قرمزی و پسرخاله (۱۳۷۳)
- من زمین را دوست دارم (۱۳۷۲)
- هنرپیشه (۱۳۷۱)

## جشنواره‌ها
- برنده سیمرغ بلورین بهترین عکاسی (بخش مسابقه مواد تبلیغاتی فیلم‌ها) از هشتمین دوره جشنواره فیلم فجر برای فیلم بای سیکل ران - ۱۳۶۸
- برنده سیمرغ بلورین بهترین عکاسی (بخش مسابقه مواد تبلیغاتی فیلم‌ها) از هفتمین دوره جشنواره فیلم فجر برای فیلم دستفروش (اپیزود اول) - ۱۳۶۷